# Ладыженский, Алексей Павлович
Алексе́й Па́влович Лады́женский (11 февраля 1852, Знаменское, Тульская губерния, Российская империя — 27 марта 1919, Екатеринбург) — потомственный дворянин. Титулярный советник. Землемер-топограф, первооткрыватель Баженовского асбестового месторождения, один из организаторов Уральского общества любителей естествознания.

## Биография
Родился в дворянской семье в селе Знаменском Новосильского уезда Тульской губернии.
Обучался в Константиновском межевом институте Москвы, затем в Санкт-Петербургском горном университете, откуда был исключён в 1874 году за участие в революционном движении и выслан без права жительства в столице.
После этого работал на приисках в Сибири. В начале 1880-х приехал на Урал, где занимался поиском полезных ископаемых. В 1885-1886 — доверенное лицо Товарищества для эксплуатации уральских ископаемых, один из организаторов Уральского общества любителей естествознания, с 1885 года его член.
В 1885 году Ладыженский открыл одно из крупнейших в мире месторождений хризотил-асбеста — Баженовское. Вокруг месторождения в 1889 году возник посёлок Куделька (с 1928 года — Асбест). Работал младшим землемером-отводчиком Уральского горного правления (с 1899), затем при Северо-Верхотурском округе (с 1903) и Верхнеуральском горном округе (с 1909). В 1913 году открыл месторождение асбеста в Верхотурском уезде.
За отличную службу в 1913 году награждён медалью «В память 300-летия царствования дома Романовых».
Вышел в отставку по болезни в 1914 году. Умер 27 марта 1919 года в Екатеринбурге. Похоронен вместе с семьёй на Ивановском кладбище Екатеринбурга.